# Wojownik wspaniały
Wojownik wspaniały (Stephanoaetus coronatus) – gatunek dużego ptaka drapieżnego z rodziny jastrzębiowatych (Accipitridae). Występuje w Afryce Subsaharyjskiej. Bliski zagrożenia wyginięciem.

## Systematyka
Jest to jedyny przedstawiciel rodzaju Stephanoaetus. Niekiedy bywał umieszczany w rodzaju Spizaetus. Nie wyróżnia się podgatunków.

## Charakterystyka

### Morfologia

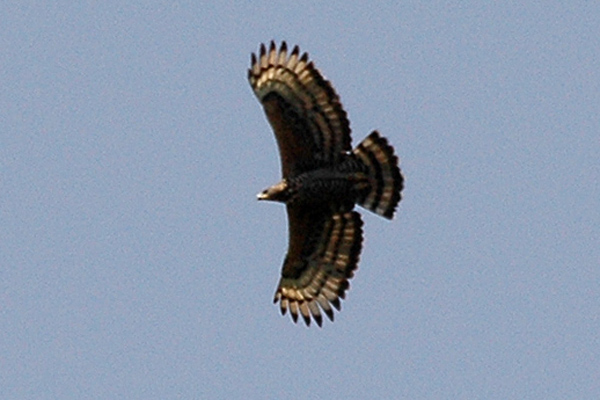
Wojownik wspaniały w locie

Wygląd zewnętrzny: Dymorfizm płciowy objawia się większymi rozmiarami samic. Dorosłe ptaki mają ciemne upierzenie. Tył najczęściej szaroczarny, spodnia strona ciała płowa lub rdzawa z ciemnymi prążkami. Na głowie ma czubek z piór. Nogi bardzo silne, uzbrojone w potężne pazury. Oczy żółte. Młode ptaki można poznać po jaśniejszym upierzeniu i białym czubku.
Rozmiary:
Długość ciała: Samce – 80 cm, samice – 90 cm.
Rozpiętość skrzydeł: 2 m.
Masa ciała: Samce – ok. 3,5 kg, samice – ok. 3,8 kg.

### Głos
Swą obecność oznajmia bardzo głośnym nawoływaniem „kwii – kwii”.

## Występowanie

### Środowisko
Gęste i otwarte lasy aż po wybrzeża, także sawanny i półpustynie.

### Zasięg występowania
Zamieszkuje obszary Afryki Subsaharyjskiej, od Senegambii i Gwinei na zachodzie po Kenię i Etiopię na wschodzie, a na południe po Angolę, północno-wschodnią Botswanę oraz wschodnią i południowo-wschodnią RPA.

## Pożywienie
Małpy i inne ssaki (w tym małe antylopy takie jak dujkery czy koziołki skalne), a także ptaki.
Wojownik wspaniały wyrusza na łowy o świcie lub późnym wieczorem. Czyha, siedząc nieruchomo na drzewie, a później gwałtownie rzuca się na upatrzonego ssaka, który może być nawet pięciokrotnie cięższy niż sam orzeł. Wojowniki wspaniałe polują często parami. Jeden ptak przyciąga uwagę ofiary, a drugi bezgłośnie i gwałtownie atakuje z tyłu. Jeśli zdobycz nie jest zbyt ciężka, ptak wzlatuje z nią w górę i zanosi do gniazda lub wysoko na gałąź, gdzie pożera ją w całości, razem z kośćmi. Większy łup rozrywa na ziemi i pojedyncze części stopniowo zanosi na drzewo, gdzie je zjada.

## Tryb życia i zachowanie
Orły regularnie oblatują granice swojego terytorium i odganiają inne drapieżniki. Jeśli orzeł wyczuwa niebezpieczeństwo, najeża czubek na tyle głowy.
Długość życia: 15 lat.

## Rozród
Toki: Zaloty rozpoczynają się od lotu godowego samca. Jeśli zainteresuje to samicę, wzlatuje i przyłącza się do niego. Następnie samiec leci w jej kierunku, a ona wyciąga ku niemu pazury. Chwytają się szponami i w locie wykonują różne akrobacje.
Środowisko: Korony wysokich drzew.
Gniazdo: Zbudowane z gałęzi i chrustu. Mniejsze patyczki przynoszą w dziobie, a duże w pazurach. Gotowe gniazdo wyściełają miękkimi, świeżymi częściami zielonych roślin. Budowa i wykończenie gniazda trwa nawet 5 miesięcy. Co roku para spędza trzy miesiące na naprawie i rozbudowie gniazda, osiąga ono potem ogromne rozmiary i może mieć szerokość 2 m i wysokość 3 m.
Jaja: Samica składa 2 jaja w porze suchej.
Wysiadywanie: Podczas wysiadywania, które trwa ok. 50 dni, samiec przynosi samicy pokarm do gniazda.
Pisklęta: Najczęściej przeżywa tylko jedno pisklę. Samica ofiarnie troszczy się o potomka i czasami atakuje nawet swojego partnera, który przynosi pokarm. Po 11 tygodniach pisklę zaczyna tracić biały puch, a w wieku 15–16 tygodni zyskuje upierzenie umożliwiające latanie. Również w tym wieku, kiedy podejmuje już pierwsze próby lotu, polega nadal na rodzicach. Ptaki z Afryki Wschodniej usamodzielniają się później niż osobniki z południa, w 30.–50. tygodniu.
Cały cykl lęgowy trwa 500 dni, ponieważ rodzice karmią młode jeszcze przez 9–12 miesięcy po wykluciu.

## Status
Międzynarodowa Unia Ochrony Przyrody (IUCN) od 2012 roku uznaje wojownika wspaniałego za gatunek bliski zagrożenia (NT – near threatened); wcześniej, od 1988 roku miał on status gatunku najmniejszej troski (LC – least concern). Liczebność populacji, według szacunków, mieści się w przedziale 5–50 tysięcy dorosłych osobników. Trend liczebności populacji uznaje się za spadkowy. Do głównych zagrożeń dla gatunku należą: wylesianie, kolizje z obiektami antropogenicznymi (takimi jak przewody wysokiego napięcia, ogrodzenia, pojazdy, szklane budynki czy turbiny wiatrowe), porażenia prądem, a także polowania i prześladowania ze strony ludzi.